# Hoploscopa albipuncta
Hoploscopa albipuncta is een vlinder uit de familie van de grasmotten (Crambidae), uit de onderfamilie van de Hoploscopinae. De wetenschappelijke naam van deze soort is voor het eerst gepubliceerd in 2020 door Théo Léger en Matthias Nuss.
De voorvleugellengte varieert van 9 tot 10 millimeter.
De soort is ontdekt op de hellingen van Gunung Kinabalu op het eiland Borneo (Sabah, Maleisië) tussen 1700 en 2000 meter boven zeeniveau.